# Campeonato Europeo de Balonmano Masculino de 1996
El II Campeonato Europeo de Balonmano Masculino se celebró en España entre el 24 de mayo y el 2 de junio de 1996 bajo la organización de la Federación Europea de Balonmano (EHF) y la Federación Española de Balonmano, siendo la primera vez que España albergaba un campeonato internacional absoluto de balonmano.

## Sedes
| Ciudad      | Instalación                    | Capacidad |
| ----------- | ------------------------------ | --------- |
| Ciudad Real | Pabellón Puerta de Santa María | 2000      |
| Sevilla     | Palacio de Deportes San Pablo  | 7000      |

## Grupos
| Grupo A    | Grupo B         |
| ---------- | --------------- |
| Croacia    | República Checa |
| Hungría    | Suecia          |
| Eslovenia  | Francia         |
| Alemania   | Rumania         |
| Yugoslavia | España          |
| Rusia      | Dinamarca       |

## Fase de grupos
Los dos primeros clasificados de cada grupo disputan las semifinales. 

### Grupo A
| Equipo     | J | G | E | P | GF  | GC  | DG  | PTS |
| ---------- | - | - | - | - | --- | --- | --- | --- |
| Rusia      | 5 | 4 | 1 | 0 | 125 | 98  | +27 | 9   |
| Yugoslavia | 5 | 4 | 1 | 0 | 117 | 110 | +7  | 9   |
| Croacia    | 5 | 3 | 0 | 2 | 127 | 125 | +2  | 6   |
| Alemania   | 5 | 1 | 1 | 3 | 110 | 111 | -1  | 3   |
| Hungría    | 5 | 1 | 1 | 3 | 117 | 130 | -13 | 3   |
| Eslovenia  | 5 | 0 | 0 | 5 | 93  | 115 | -22 | 0   |

| 24 / 05 / 1996 |         |            |
| Croacia        | 30 – 27 | Hungría    |
| Rusia          | 22 – 18 | Eslovenia  |
| Yugoslavia     | 23 – 22 | Alemania   |
| 25 / 05 / 1996 |         |            |
| Hungría        | 21 – 33 | Rusia      |
| Alemania       | 21 – 26 | Croacia    |
| Eslovenia      | 20 – 21 | Yugoslavia |
| 26 / 05 / 1996 |         |            |
| Croacia        | 26 – 22 | Eslovenia  |
| Rusia          | 20 – 20 | Yugoslavia |
| Hungría        | 24 – 24 | Alemania   |
| 28 / 05 / 1996 |         |            |
| Rusia          | 22 – 18 | Alemania   |
| Yugoslavia     | 27 – 24 | Croacia    |
| Eslovenia      | 17 – 21 | Hungría    |
| 29 / 05 / 1996 |         |            |
| Alemania       | 25 – 16 | Eslovenia  |
| Yugoslavia     | 26 – 24 | Hungría    |
| Croacia        | 21 – 28 | Rusia      |

### Grupo B
| Equipo          | J | G | E | P | GF  | GC  | DG  | PTS |
| --------------- | - | - | - | - | --- | --- | --- | --- |
| España          | 5 | 4 | 0 | 1 | 124 | 116 | +8  | 8   |
| Suecia          | 5 | 4 | 0 | 1 | 124 | 106 | +18 | 8   |
| República Checa | 5 | 3 | 0 | 2 | 129 | 125 | +4  | 6   |
| Francia         | 5 | 3 | 0 | 2 | 130 | 120 | +10 | 6   |
| Rumania         | 5 | 1 | 0 | 4 | 117 | 134 | -17 | 2   |
| Dinamarca       | 5 | 0 | 0 | 5 | 108 | 131 | -23 | 0   |

| 24 / 05 / 1996  |         |                 |
| República Checa | 32 – 25 | Rumania         |
| Suecia          | 23 – 24 | España          |
| Dinamarca       | 22 – 25 | Francia         |
| 25 / 05 / 1996  |         |                 |
| Rumania         | 24 – 28 | Suecia          |
| Francia         | 29 – 31 | República Checa |
| España          | 28 – 22 | Dinamarca       |
| 26 / 05 / 1996  |         |                 |
| República Checa | 21 – 25 | España          |
| Suecia          | 23 – 21 | Dinamarca       |
| Rumania         | 20 – 27 | Francia         |
| 28 / 05 / 1996  |         |                 |
| Suecia          | 26 – 20 | Francia         |
| Dinamarca       | 22 – 28 | República Checa |
| España          | 26 – 21 | Rumania         |
| 29 / 05 / 1996  |         |                 |
| Francia         | 29 – 21 | España          |
| Dinamarca       | 21 – 27 | Rumania         |
| República Checa | 17 – 24 | Suecia          |

## Fase final
|  | Semifinales    | Semifinales    |    |                | Final          | Final |  |
|  |                |                |    |                |                |       |  |
|  |                |                |    |                |                |       |  |
|  | 31 / 05 / 1996 |                |    |                |                |       |  |
|  | Rusia          | 24             |    |                |                |       |  |
|  | Suecia         | 21             |    |                |                |       |  |
|  |                |                |    |                |                |       |  |
|  |                |                |    |                | 02 / 06 / 1996 |       |  |
|  |                |                |    |                | Rusia          | 23    |  |
|  |                | España         | 22 |                |                |       |  |
|  |                |                |    |                |                |       |  |
|  |                |                |    |                |                |       |  |
|  |                |                |    |                | Tercer Puesto  |       |  |
|  | 31 / 05 / 1996 | 31 / 05 / 1996 |    | 02 / 06 / 1996 | 02 / 06 / 1996 |       |  |
|  | España         | 27             |    | Suecia         | 25             |       |  |
|  | Yugoslavia     | 23             |    |                | Yugoslavia     | 26    |  |

## Semifinales
| Fecha    | Partido | Partido | Partido    | Resultado |
| -------- | ------- | ------- | ---------- | --------- |
| 31.05.96 | Suecia  | -       | Rusia      | 21-24     |
| 31.05.96 | España  | -       | Yugoslavia | 27-23     |

## Undécimo lugar
| Fecha    | Partido   | Partido | Partido   | Resultado |
| -------- | --------- | ------- | --------- | --------- |
| 31.05.96 | Eslovenia | -       | Dinamarca | 27-24     |

## Noveno lugar
| Fecha    | Partido | Partido | Partido | Resultado |
| -------- | ------- | ------- | ------- | --------- |
| 31.05.96 | Hungría | -       | Rumania | 27-28     |

## Séptimo lugar
| Fecha    | Partido  | Partido | Partido | Resultado |
| -------- | -------- | ------- | ------- | --------- |
| 31.05.96 | Alemania | -       | Francia | 21-24     |

## Quinto lugar
| Fecha    | Partido | Partido | Partido         | Resultado |
| -------- | ------- | ------- | --------------- | --------- |
| 31.05.96 | Croacia | -       | República Checa | 27-25     |

## Tercer lugar
| Fecha    | Partido    | Partido | Partido | Resultado |
| -------- | ---------- | ------- | ------- | --------- |
| 02.06.96 | Yugoslavia | -       | Suecia  | 26-25     |

## Final
| Fecha    | Partido | Partido | Partido | Resultado |
| -------- | ------- | ------- | ------- | --------- |
| 02.06.96 | España  | -       | Rusia   | 22-23     |

## Medallero
|       |        |            |
| Rusia | España | Yugoslavia |

### Clasificación general
| 1. Rusia           |
| 2. España          |
| 3. Yugoslavia      |
| 4. Suecia          |
| 5. Croacia         |
| 6. República Checa |
| 7. Francia         |
| 8. Alemania        |
| 9. Rumania         |
| 10. Hungría        |
| 11. Eslovenia      |
| 12. Dinamarca      |

| Predecesor: Portugal 1994 | Campeonato Europeo de Balonmano II edición | Sucesor: Italia 1998 |

- Datos: Q558897